# Občno ime
Občno ime (apelativ) je ime vrste oziroma skupine predmetov v nasprotju z lastnimi imeni posameznih oseb, družin, narodov ali zemljepisnih pojmov. 
Občna imena so lahko števna (osebe, živali, predmeti) ali neštevna (skupna, snovna, pojmovna).